# 紅桜公園

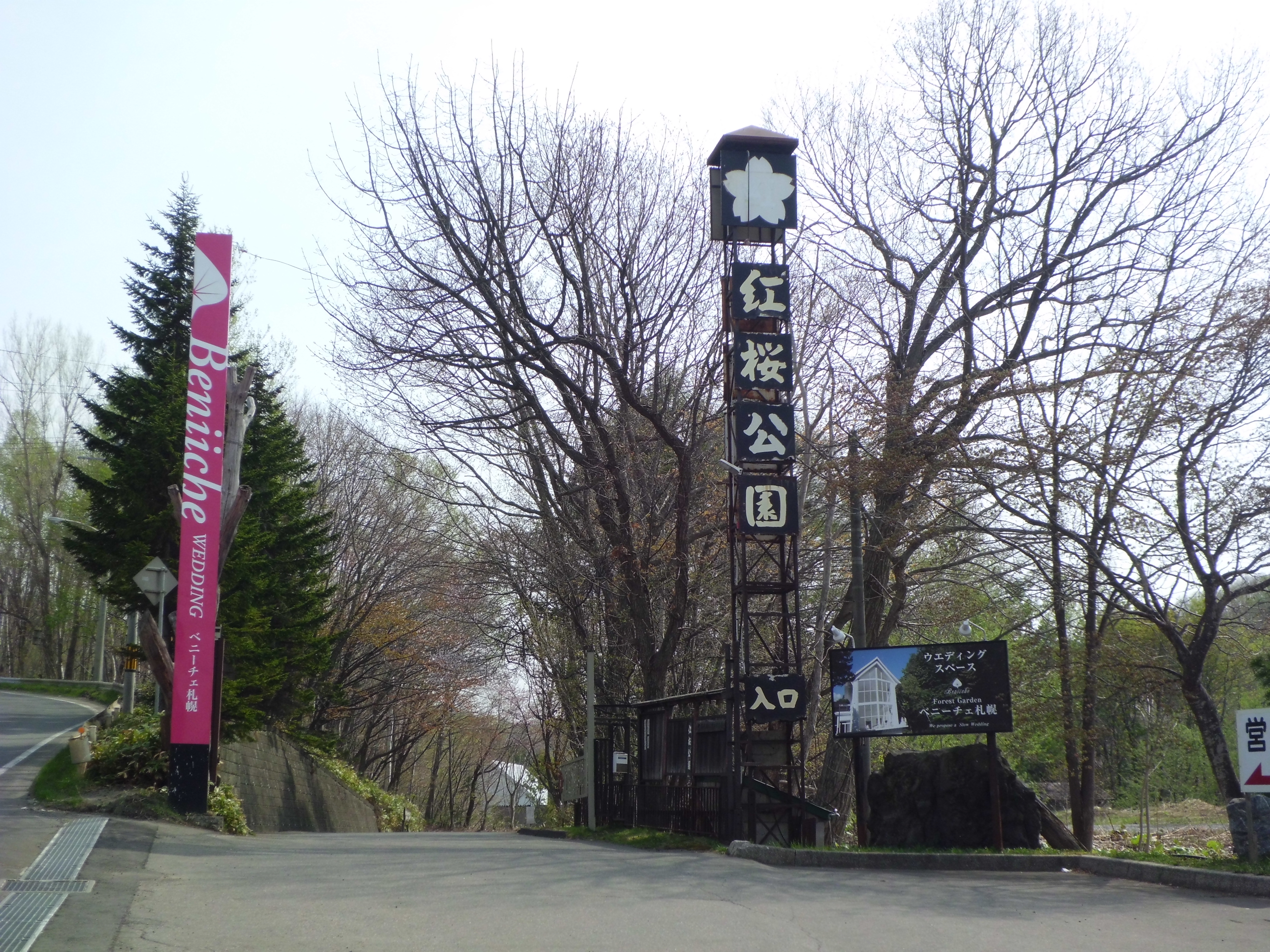
紅桜公園 入り口（2015年4月）

紅桜公園（べにざくらこうえん）は、北海道札幌市南区澄川389にある私設の公園である。紅桜庭園、紅桜遊園地とも呼ばれる。
「桜山」と呼ばれる山林の一角にあり、春は桜、秋は紅葉の名所として知られる。自然を多く残した山林が広がり、日本庭園や釣堀、散策路等が整備されている。

## 主な施設
- 日本庭園
- 人工の滝（2か所）
- 釣堀
- 食事処 べにざくら本館[1]
- 十割蕎麦　狸庵[1]
- 茶室 寿光庵[1]
- 紅櫻蒸溜所 - 北海道初のクラフトジンの蒸溜所[1]
- 開拓神社 - 社殿はなく、代わりに2つの碑がある[2]。
  - 「山乃神」碑 - 1921年（大正10年）建立。近隣の山林と石切り場の労働者たちの安全を願って[2]。
  - 「御大禮記念」碑 - 1915年（大正4年）建立。油沢の開拓記念を大正天皇の即位記念に託して[2]。
- 開拓資料館 - 開拓時に使われた道具が展示されている。林業関係の品が多い[2]。
- SAKURAホール[3]
- 紅葉館[3]

かつて園内には『サントリービール紅桜庭園』というビヤホール があったが不況の影響などで閉店し、のち「ワンニャン村」が開設されたが、これも4年ほどで閉鎖された。
公園や園内施設はイベントスペースとしての貸し出し利用も行われており、アートフェスティバルやコスプレイベント等が開催されている。

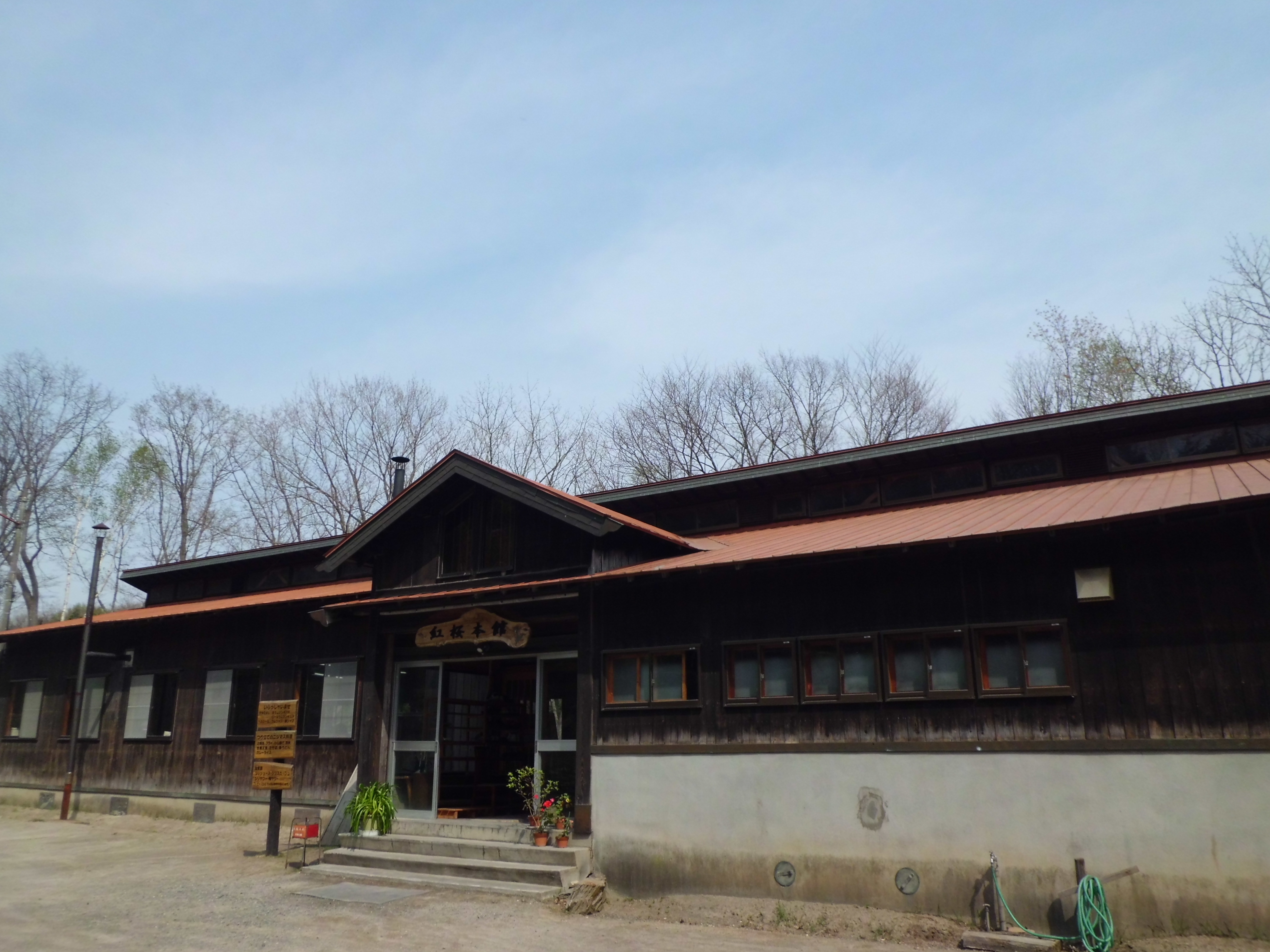
食事処 紅桜本館
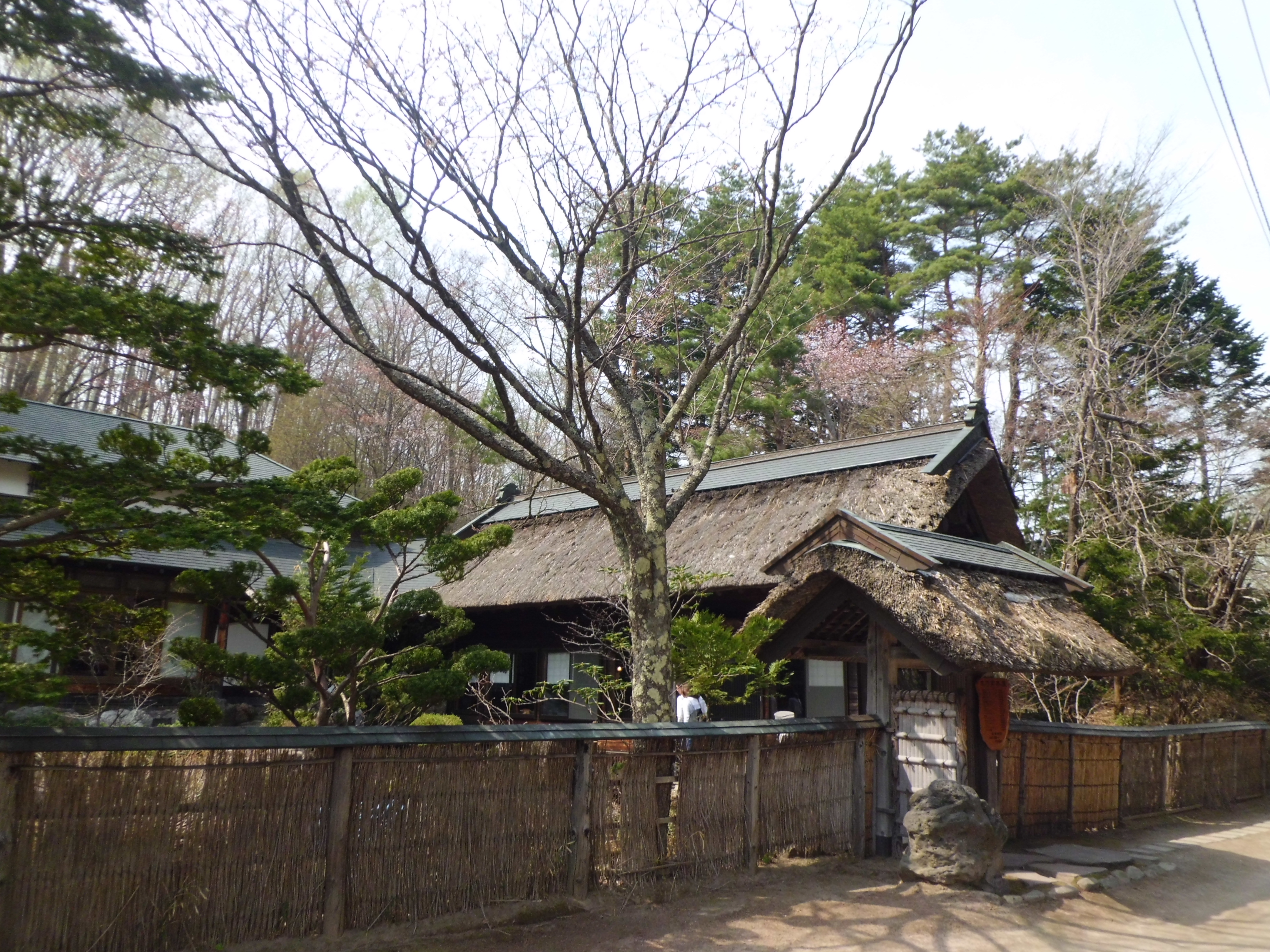
木乃実茶屋
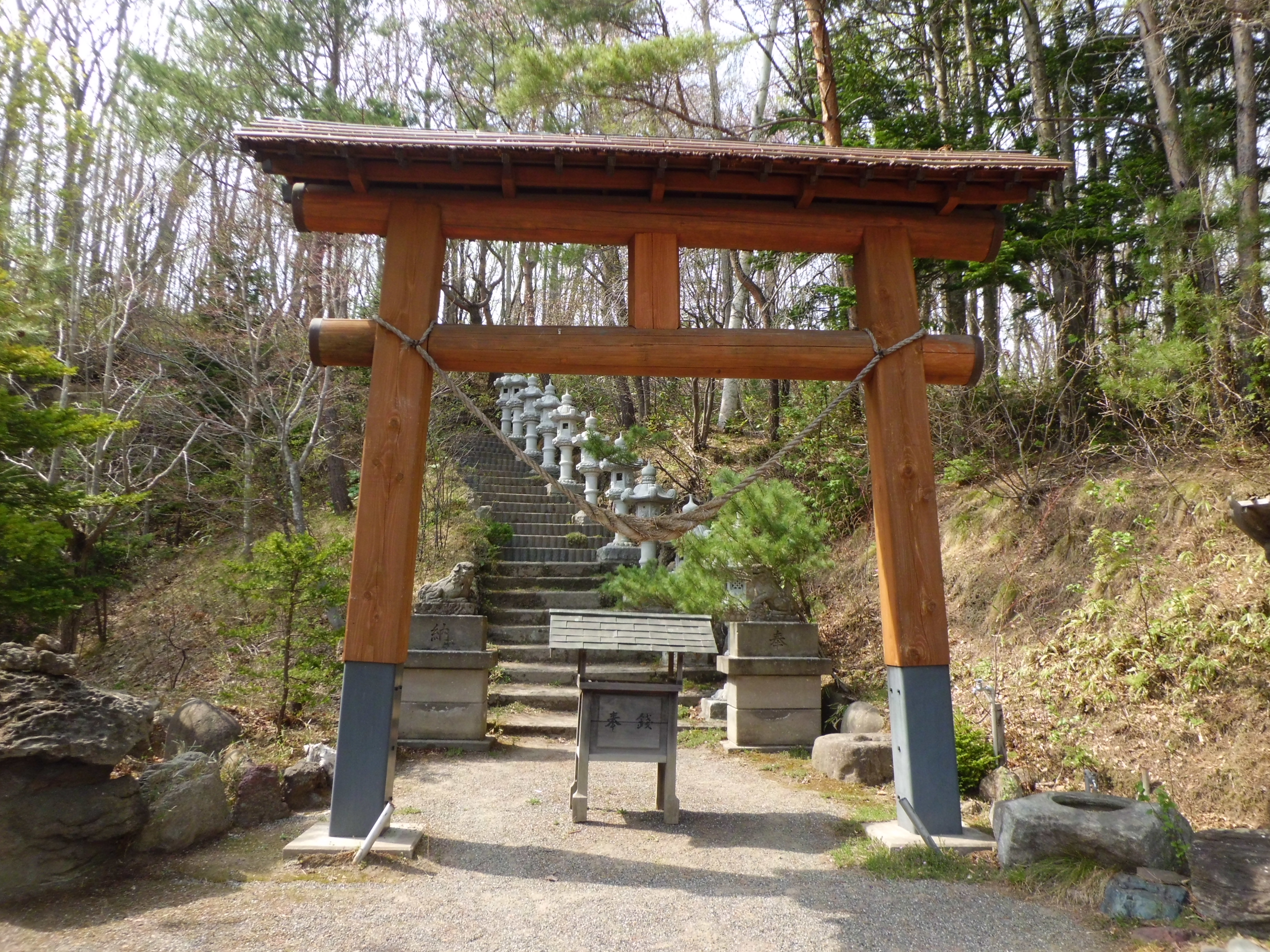
開拓神社
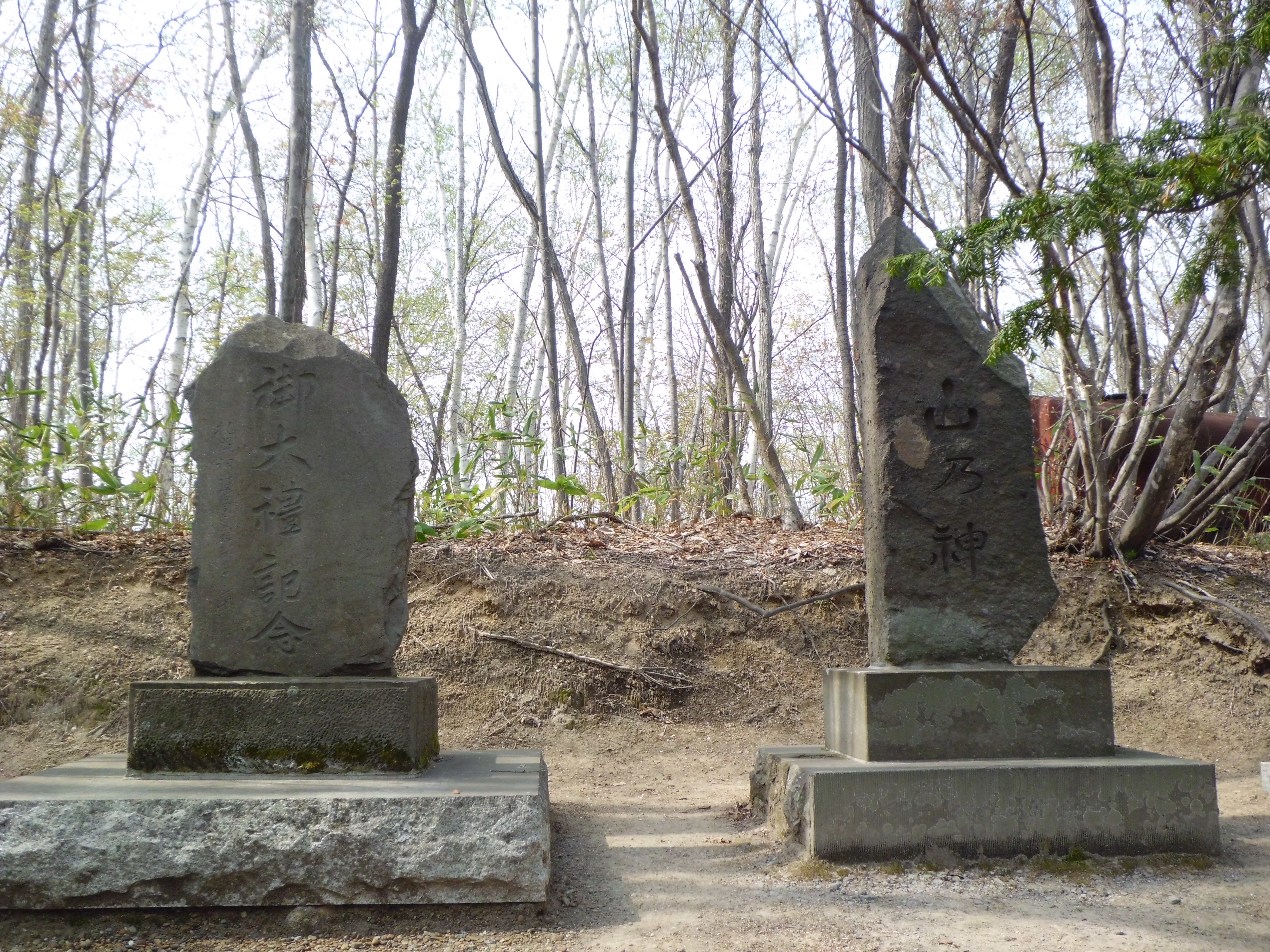
「山乃神」碑・「御大禮記念」碑

## アクセス
- 自衛隊前駅 - 札幌市営地下鉄南北線 徒歩約20分[4]
- 駐車場（無料）100台[4]